# Coleocentrus excitator
Coleocentrus excitator – gatunek błonkówki z rodziny gąsienicznikowatych.

## Zasięg występowania
Europa – gatunek szeroko rozpowszechniony. Notowany w Austrii, Belgii, Bułgarii, Czarnogórze, Czechach, Danii, Finlandii, we Francji, w Hiszpanii, Holandii, na Litwie, Łotwie, w Niemczech, Norwegii, Polsce, Rumunii, Słowacji, północy europejskiej części Rosji, Serbii, Szwajcarii, Szwecji, na Węgrzech, w Wielkiej Brytanii oraz we Włoszech.
W Polsce występuje pospolicie całym kraju.

## Budowa ciała
Osiąga 18–26 mm cm długości ciała bez pokładełka. Długość skrzydła u samic wynosi 8–20 mm, u samców zaś 13–14 mm. Pokładełko bardzo długie. U samicy odwłok rozszerzający się ku tyłowi.
Ubarwienie ciała w większości czarne. Głowa czarna; u samicy twarz czarna z dwiema żółtymi plamkami, u samca zaś żółta z pionowym, czarnym paskiem pośrodku. Tułów czarny, tergule żółte. Odwłok u samicy czarny z białawymi brzegami tergitów, u samca odwłok czarny z mniejszą lub większą ilością czerwonego. U samicy biodra przedniej i środkowej pary nóg czarne z czerwonymi końcami, tylnej zaś – całkowicie czarne; u samca biodra przedniej i środkowej pary żółtoczerwone z czarnymi nasadami, tylnej pary czarne. Krętarze samicy żółtoczerwone; u samca przednie i środkowe białe, tylne żółtoczerwone. Uda u samicy czerwone; u samca przednie i środkowe żółtoczerwone, tylne czerwone. U samicy golenie przednich i środkowych nóg żółtoczerwone, tylnych zaś – czerwonoczarne; u samca przednie i środkowe golenie białe, tylne żółtoczerwone. Stopy przedniej i środkowej pary nóg u obu płci żółtoczerwone, w stopach tylnej pary tarsomery od 2 do 5 białe, 1 częściowo biały. Czułki samicy całe czarne, u samca czerwone u nasady. Pterostygma żółta.

## Biologia i ekologia

### Tryb życia i biotop
Miejscami występuje bardzo licznie. Spotykany w lasach i ich okolicach, chętnie w pobliżu konstrukcji drewnianych. Aktywny od maja do sierpnia.

### Odżywianie
Larwy są koinobiontycznymi parazytoidami larw niektórych kózkowatych, m.in. żerdzianek, borodzieja próchnika i zmorsznika czerwonego.